# Martinete
Martinete è un palo flamenco, stile musicale del cante e ballo spagnolo.
Si tratta generalmente di un cante con strofa di quattro versi ottonari (octosilabos). Viene considerato una specialità della toná,  allo stesso modo della carcelera, originaria delle fucine o ferriere. I suoi testi si distinguono generalmente per il contenuto triste e per il tono monotono, terminando in lunghi lamenti. La caratteristica della toná è che si canta senza chitarra sebbene a volte si accompagni con rumori di fucina, come quello di un martello pilón o martinete (martelletto) colpendo il metallo.